# عشروني وجوه
في الهندسة، عشروني الوجوه (بالإنجليزية: Icosahedron) هو كل متعدد سطوح له عشرون وجها. لكن عموما عشروني الوجوه المنتظم هو الذي له أضلاع مثلثة متساوية كوجوه.

## معرض صور

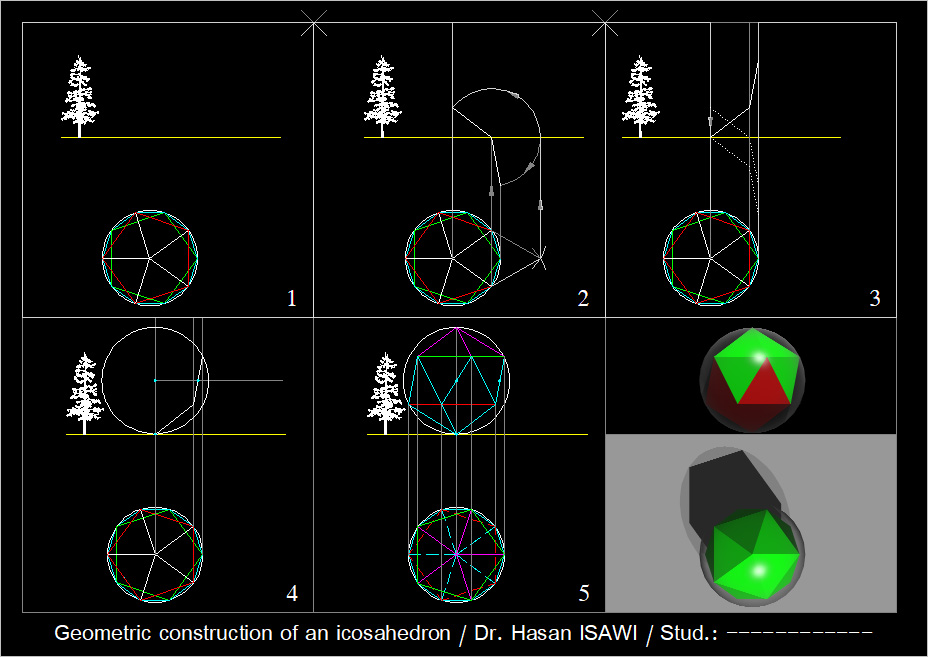
الانشاءات الهندسية الوصفية لعشروني السطوح
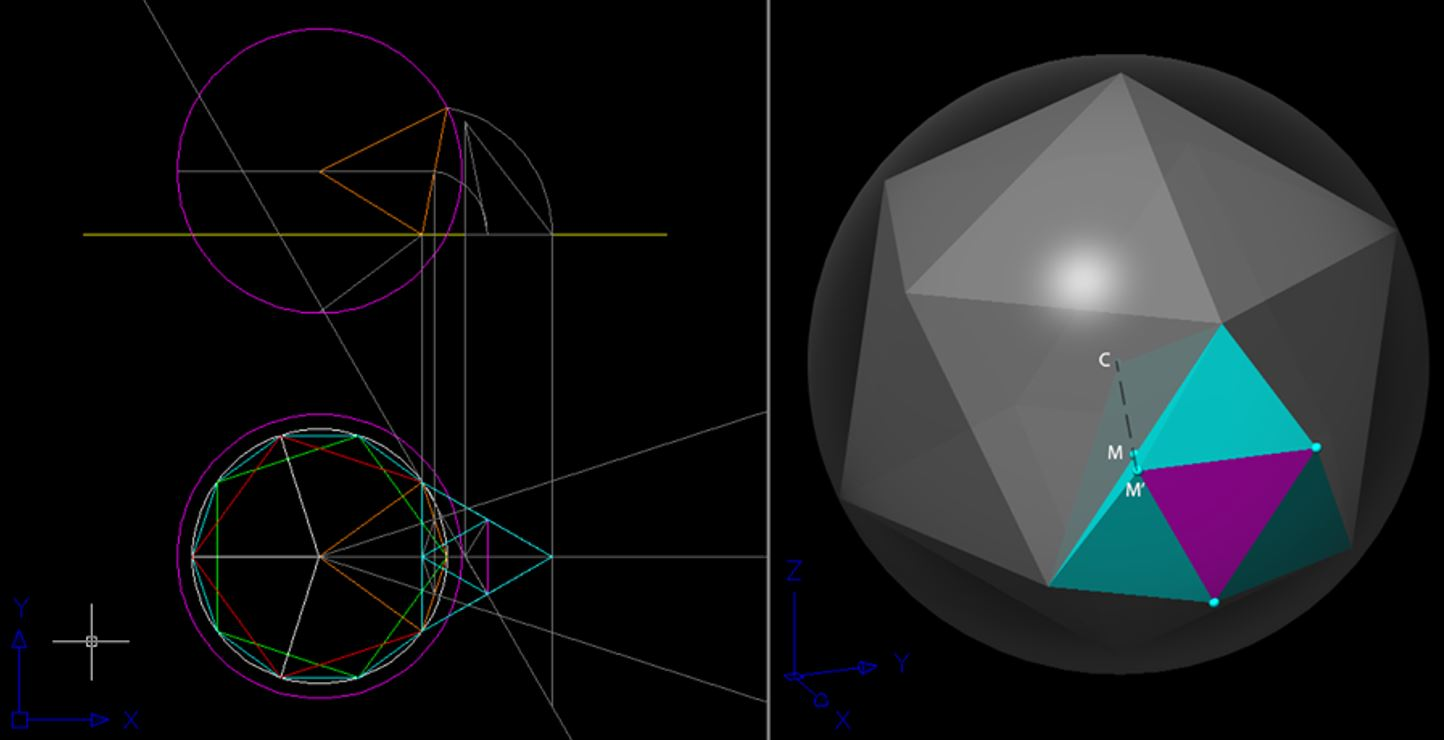
العشروني الوجوه كواحدة من أبسط الطرق لبناء القبة الجيوديسية
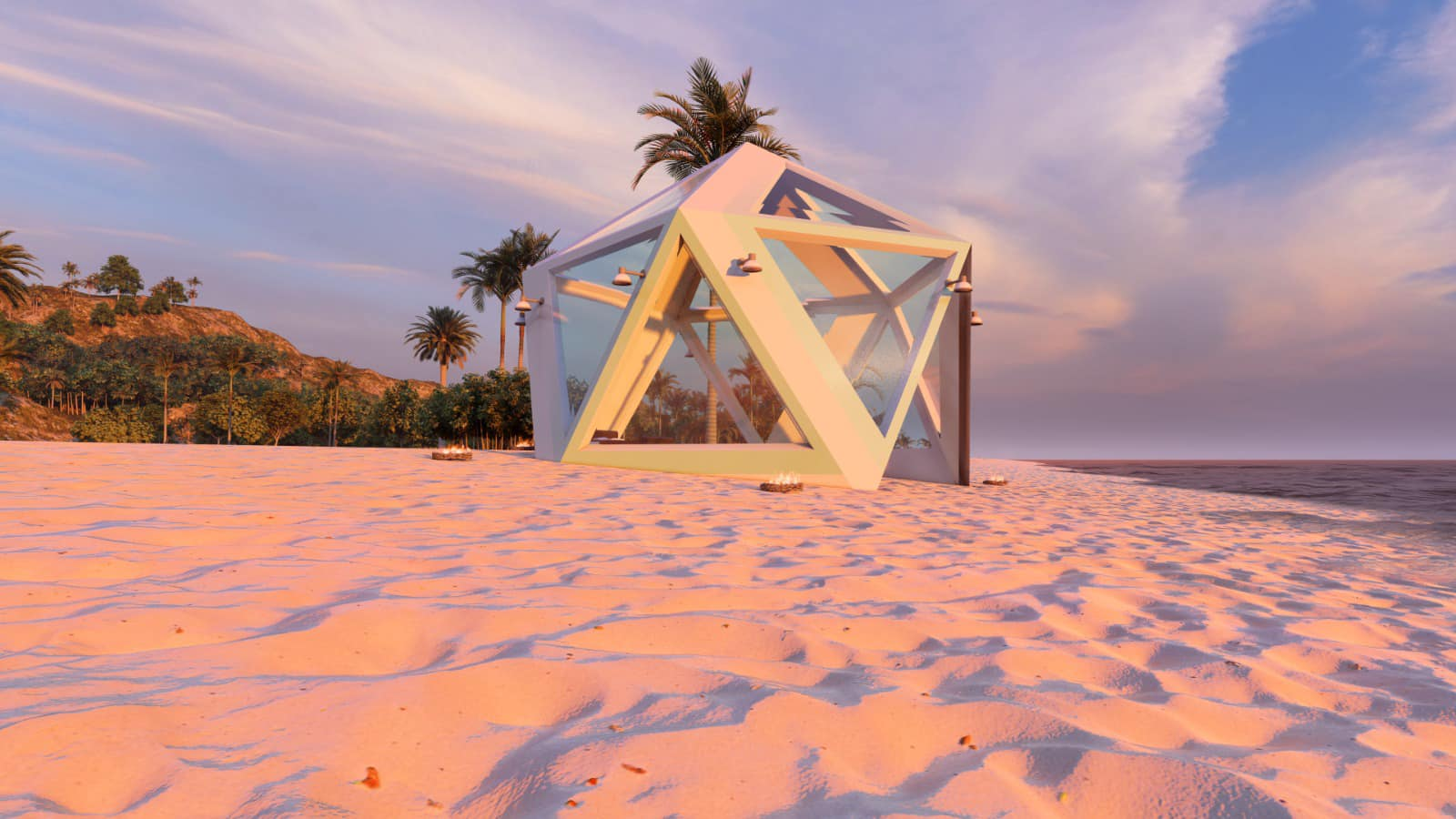
نمذجة واظهار عشروني الوجوه كتطبيق معماري